# Delbert Mann
Delbert Mann (Lawrence, Kansas, 30 de gener de 1920 - Los Angeles, Califòrnia, 11 de novembre de 2007) fou un director de cinema estatunidenc. Home de formació teatral i televisiva, amb la seva primera pel·lícula, Marty, obtingué l'Oscar a la millor pel·lícula i al millor director del 1955. La seva obra cinematogràfica posterior no assolí mai la qualitat del primer film.

## Biografia
Un dels més prolífics directors de la televisió nord-americana dels anys cinquanta, Delbert Mann, va realitzar per a la pantalla petita Marty l'any 1953. Un parell d'anys més tard la portaria al cinema amb un enorme èxit -tres Oscars a la millor direcció, interpretació (Ernest Borgnine) i guió (Paddy Chayefsky)- de públic i crítica. Hereu del neorealisme importat, fonamentalment, per Fred Zinnemann, Marty va anar al davant d'una allau de títols dirigits per homes de la televisió. La millor manera d'encertar el debut de cada un d'ells va ser el procés emprat per Mann: escollir un telefilm emès uns anys abans, utilitzar uns actors de prestigi (Paul Newman, Burt Lancaster, Karl Malden…), i suportar-se en actors sorgits de la televisió o amb productors dels mateixos intèrprets.
Fidel al mètode que li va brindar l'èxit a la majoria dels realitzadors de la Generació de la Televisió, Mann va tornar amb La nit dels marits, una anàlisi de les frustracions de l'americà mitjà a través d'un grup d'homes durant una nit de comiat de solters, firmada novament per Paddy Chayefsky. Malgrat la consistència del guió, la direcció de Delbert Mann no va impressionar a gairebé ningú, i més aviat la imatge d'artesà pulcre i aplicat anava prenent forma. La relació d'adaptacions teatrals o televisives -Desire Under the Elms (Eugene O'Neill), Taules separades (Terence Rattigan), Middle of the Night (tercera col·laboració amb Paddy Chayefsky, un melodrama ombrívol on Kim Novak interpreta el paper d'una jove divorciada que estima un home uns trenta anys més gran que ella) i The Dark at the Top of the Stairs (William Inge), així ho corrobora. D'entre aquests títols, Taules separades se'ns descobreix com una de les pel·lícules més representatives i aclaridores del cinema de Delbert Mann: narració uniforme, moviments de càmera estilitzats, filmació subjecta als cànons televisius (decorats per als exteriors, profusió de pla-contraplà).
The Outsider és un film de transició que explica la biografia de l'indi Ira Hayes, un dels sis homes que van alçar la bandera ianqui al cim d'Iwo Jiwa, resolt amb un cert sentit narratiu- que va precedir un grapat de comèdies -Lover Come Back, That Touch of Mink (ambdues amb Doris Day), Quick Before it Melts, Compte amb el majordom i The Pink Jungle-, en sentit regressiu, intercalant un film amb connotacions biogràfiques (A Gathering of Eagles, contribució a les epopeies de la Segona Guerra Mundial) i un títol replet de referències a la psicoanàlisi, Fitzwilly, una de les pel·lícules més estimables de Delbert Mann.
Aquesta segona etapa va marcar el declivi de la carrera de Mann, coincidint amb la seva nominació com a president del Sindicat de Directors d'Amèrica (1967-1971), i que va retornar al seu medi d'origen amb diversos títols. La dècada dels setanta va aclarir la incògnita d'una possible recuperació de Delbert Mann: una recreació històrica (David i Catriona), un drama juvenil en el marc d'una comunitat Amish (Birch Interval) i un encàrrec d'una filial de la Disney (Night Crossing on sobresurten per dret propi John Hurt i la partitura musical de Jerry Goldsmith, compositor que també havia treballat a A Gathering of Eagles), que no contribueixen a augmentar l'escàs prestigi d'un director que va assolir l'èxit massa aviat.

## Filmografia
Filmografia:
- Marty (1955)
- The Bachelor Party (1957)
- Desire Under the Elms (1958)
- Separate Tables (1958)
- Middle of the Night (1959)
- A dalt de l'escala és fosc (The Dark at the Top of the Stairs) (1960)
- Lover Come Back (1961)
- The Outsider (1961)
- That Touch of Mink (1962)
- A Gathering of Eagles (1963)
- Dear Heart (1964)
- Quick, Before It Melts (1964)
- Mister Buddwing (1966)
- Fitzwilly (1967)
- The Pink Jungle (1968)
- Heidi (TV)
- David Copperfield (1969)
- Kidnapped (1971)
- The Man Without a Country
- Birch Interval (1976)
- Res de nou al front de l'oest (All Quiet on the Western Front)  (TV)
- Night Crossing (1982)
- The Gift of Love: A Christmas Story (telefilm)
- The Last Days of Patton (telefilm)